# Blue Canyon Technologies
Blue Canyon Technologies est un constructeur de CubeSats et de micro satellites américains créé en 2008 qui est depuis 2020 une filiale du groupe Raytheon Intelligence & Space. L'entreprise est basée à Boulder dans le Colorado (États-Unis). 

## Historique
Blue Canyon Technologies est fondée en 2008 à Boulder dans le Colorado et atteint une certaine renommée en 2010 à la suite de la commercialisation du système de contrôle d'attitude compact XACT conçu pour les CubeSats 1U à 3U dans le cadre d'un contrat de recherche avec l'Air Force Research Laboratory. Par la suite, elle étend son offre en fournissant des plateformes complètes de satellite de format CubeSat. En 2020, l'entreprise, qui emploie à l'époque 200 personnes, est rachetée par le groupe américain Raytheon Intelligence & Space alors qu'elle vient de décrocher un contrat de près de 100 millions US$ pour la réalisation de satellites militaires. Son acquéreur est un acteur majeur dans le secteur militaire dont le siège est à Arlington en Virginie. Par la suite, Blue Canyon monte en gamme avec des satellites capables d'emporter des charges utiles de 200 kilogrammes (satellites militaires Blackjack (en) et MethaneSAT),.